# Mobi (vélos en libre-service)
Pour les articles homonymes, voir Mobi.
Mobi est le système de vélos en libre-service de Vancouver créé en juillet 2016. Le service Mobi de Vancouver propose environ 2 000 vélos répartis sur 150 stations.

## Historique
Le système est lancé le 20 juillet 2016.